# Aldea María Luisa
Aldea María Luisa es una localidad y municipio del distrito Sauce del departamento Paraná, en la provincia de Entre Ríos, República Argentina. Se dispuso que se convierta en municipio a partir del 11 de diciembre de 2019. Se encuentra sobre la Ruta Nacional 12, la cual constituye su principal vía de comunicación vinculándola al noroeste con la ciudad de Paraná y al sudeste con Crespo.
La población de la localidad, es decir sin considerar el área rural, era de 437 personas en 1991 y de 637 en 2001. La población de la jurisdicción de la junta de gobierno era de 980 habitantes en 2001.
La localidad surgió en 1887 cuando colonos provenientes de Aldea Brasilera y Spatzenkutter compraron 1 000 al señor Fabián Auli. Una de las hijas de Fabián Auli se llamaba María Luisa, de allí el nombre de la localidad. En 2012 se encuentra en obras la provisión de gas natural.
Los límites jurisdiccionales de la junta de gobierno fueron modificados por decreto 6139/1988 MGJOSP del 15 de noviembre de 1988, y nuevamente por decreto 2822/1990 MGJOSP del 2 de julio de 1990.

## Municipio
En el marco del decreto n.º 501/2018 del Ministerio de Gobierno de la provincia, el 23 de junio de 2018 la Dirección General de Estadística y Censos de Entre Ríos llevó a cabo el relevamiento de población para cumplir con la condición de transformación futura a municipio arrojando como resultado 1878 habitantes. Superó así el mínimo de 1500 habitantes requerido por ley para ser declarada municipio. 
El 13 de diciembre de 2018 fue sancionada la ley n.º 10658 que aprobó el censo y el ejido del futuro municipio, siendo promulgada el 26 de diciembre de 2018.
El municipio fue creado el 17 de enero de 2019 por decreto n.º 12/2019 MGJ del gobernador Gustavo Bordet, y se hizo efectivo el 11 de diciembre de 2019, luego de que sus autoridades fueron elegidas en las elecciones de 9 de junio de 2019.

Art. 1º.- Declárese Municipio a partir del 11 de diciembre de 2019, con todos los derechos y obligaciones de las disposiciones legales vigentes - Ley Nº 10.027- a la localidad de Aldea María Luisa, Departamento Paraná, que en lo sucesivo se denominará, Municipio de Aldea María Luisa.-

## Parroquias de la Iglesia católica en Aldea María Luisa
| Arquidiócesis  | Paraná    |
| -------------- | --------- |
| Cuasiparroquia | Santa Ana |